# Młodzieżowe Mistrzostwa Polski w Lekkoatletyce 2023
40. Młodzieżowe Mistrzostwa Polski w Lekkoatletyce – zawody lekkoatletyczne dla sportowców do lat 23 organizowane pod egidą Polskiego Związku Lekkiej Atletyki, które odbywały się od 1 do 2 lipca 2023 roku we Włocławku.

## Mężczyźni
| Konkurencja:                  | 1. miejsce                                                                        | Rezultat | 2. miejsce                                                                         | Rezultat | 3. miejsce                                                                      | Rezultat   |
| Bieg na 100 m                 | Oliwer Wdowik CWKS Resovia Rzeszów                                                | 10,33    | Łukasz Żok ALKS AJP Gorzów Wielkopolski                                            | 10,39    | Anton Bachórski MKL Szczecin                                                    | 10,49      |
| Bieg na 200 m                 | Igor Bogaczyński MKL Jarocin                                                      | 20,75    | Łukasz Żok ALKS AJP Gorzów Wielkopolski                                            | 20,79    | Adam Łukomski KS AZS AWF Wrocław                                                | 21,28(271) |
| Bieg na 400 m                 | Igor Bogaczyński MKL Jarocin                                                      | 46,11    | Patryk Grzegorzewicz AZS UMCS Lublin                                               | 46,94    | Daniel Sołtysiak OŚ AZS Poznań                                                  | 46,95      |
| Bieg na 800 m                 | Kacper Lewalski KS AZS UWM Olsztyn                                                | 1:46,41  | Filip Ostrowski RKS Łódź                                                           | 1:46,70  | Jakub Chmielarz OŚ AZS Poznań                                                   | 1:47,32    |
| Bieg na 1500 m                | Filip Ostrowski RKS Łódź                                                          | 3:51,56  | Maciej Wyderka KS AZS AWF Katowice                                                 | 3:53,11  | Maciej Megier AZS-AWFiS Gdańsk                                                  | 3:55,38    |
| Bieg na 3000 m z przeszkodami | Maciej Megier AZS-AWFiS Gdańsk                                                    | 8:40,23  | Adam Kołodziej MUKS Wisła Junior Sandomierz                                        | 8:42,24  | Adam Ochnik KS Polonia Pasłęk                                                   | 8:43,47    |
| Bieg na 110 m przez płotki    | Jakub Szymański SKLA Sopot                                                        | 13,56    | Oskar Łucki KS AZS AWF Warszawa                                                    | 14,54    | Jędrzej Radzewicz ALKS AJP Gorzów Wielkopolski                                  | 14,56      |
| Bieg na 400 m przez płotki    | Sebastian Urbaniak LKS Vectra Włocławek                                           | 52,10    | Jakub Sobura-Durma KKL Kielce                                                      | 53,07    | Maciej Jończyk RKS Łódź                                                         | 53,47      |
| Sztafeta 4 × 100 m            | AZS UMCS Lublin Jakub Lempach Patryk Krupa Jakub Chmiel Hubert Kozelan            | 40,57    | KS AZS AWF Wrocław Dominik Łuczyński Adam Łukomski Szymon Szachniewicz Adam Kadyło | 40,95    | OKS Skra Warszawa Seweryn Półtorak Wiktor Faraj Paweł Molski Aleksander Samulak | 41,86      |
| Sztafeta 4 × 400 m            | OŚ AZS Poznań Jan Wawrzkowicz Ryszard Piasecki Bartosz Sołtysiak Daniel Sołtysiak | 3:15,49  | AZS UMCS Lublin Remigiusz Zazula Mikołaj Kotyra Łukasz Bańka Patryk Grzegorzewicz  | 3:17,25  | KS Prefbet-Sonarol Paweł Wyszyński Piotr Dąbrowski Bartosz Jurak Marcin Suchta  | 3:27,36    |
| Skok wzwyż                    | Mateusz Kołodziejski CWZS Zawisza Bydgoszcz SL                                    | 2,11     | Marcin Jachym CWKS Resovia Rzeszów                                                 | 2,11     | Jakub Hołub AZS UMCS Lublin                                                     | 2,08       |
| Skok o tyczce                 | Filip Kempski KS AZS AWF Katowice                                                 | 5,25     | Eryk Fursewicz KS AZS AWF Kraków                                                   | 5,20     | Bartosz Marciniewicz KS AZS AWF Katowice                                        | 4,80       |
| Skok w dal                    | Dominik Przyżecki AKL Ursynów Warszawa                                            | 7,52     | Paweł Wyszyński KS Podlasie Białystok                                              | 7,06     | Wojciech Tomczyk KS Podlasie Białystok                                          | 7,00       |
| Trójskok                      | Maksymilian Glazik KS AZS AWF Warszawa                                            | 15,42    | Kacper Rudnik MKL Toruń                                                            | 15,23    | Jakub Bracki MKS Aleksandrów Łódzki                                             | 15,16      |
| Pchnięcie kulą                | Wojciech Marok MKL Jurand Szczytno                                                | 18,50    | Piotr Goździewicz KS AZS-AWF Warszawa                                              | 18,30    | Jakub Korejba LUKS Chemik Kędzierzyn-Koźle                                      | 17,58      |
| Rzut dyskiem                  | Wojciech Marok MKL Jurand Szczytno                                                | 53,66    | Jarosław Andrzejczak RLTL Optima Radom                                             | 52,84    | Damian Rodziak MKL Jurand Szczytno                                              | 52,28      |
| Rzut młotem                   | Dawid Piłat LKS Stal Mielec                                                       | 71,68    | Tomasz Ratajczyk KS AZS AWF Warszawa                                               | 68,96    | Adam Ziółkowski OŚ AZS Poznań                                                   | 68,17      |
| Rzut oszczepem                | Eryk Kołodziejczak LUKS Start Nakło                                               | 76,70    | Tomasz Jędrzejczyk MKS Osa Zgorzelec                                               | 64,71    | Artur Cytlał KS Polonia Pasłęk                                                  | 62,53      |

## Kobiety
| Konkurencja:                  | 1. miejsce                                                                   | Rezultat | 2. miejsce                                                                               | Rezultat | 3. miejsce                                                                               | Rezultat |
| Bieg na 100 m                 | Nikola Horowska ALKS AJP Gorzów Wielkopolski                                 | 11,45    | Monika Romaszko KS Agros Zamość                                                          | 11,51    | Dorota Puzio GKS Start Długołęka                                                         | 11,80    |
| Bieg na 200 m                 | Nikola Horowska ALKS AJP Gorzów Wielkopolski                                 | 23,19    | Monika Romaszko KS Agros Zamość                                                          | 23,31    | Kinga Gacka BKS Bydgoszcz                                                                | 24,10    |
| Bieg na 400 m                 | Kinga Gacka BKS Bydgoszcz                                                    | 53,78    | Aleksandra Formella SKLA Sopot                                                           | 53,96    | Wiktoria Drozd AZS UMCS Lublin                                                           | 55,00    |
| Bieg na 800 m                 | Klaudia Kazimierska LKS Vectra Włocławek                                     | 2:06,35  | Julia Jaguścik KS AZS AWF Warszawa                                                       | 2:08,13  | Julia Ścisłowska KS SMS Szklarska Poręba                                                 | 2:08,85  |
| Bieg na 1500 m                | Klaudia Kazimierska LKS Vectra Włocławek                                     | 4:29,48  | Julia Ścisłowska KS SMS Szklarska Poręba                                                 | 4:31,61  | Julia Koralewska AZS-AWFiS Gdańsk                                                        | 4:31,77  |
| Bieg na 3000 m z przeszkodami | Julia Koralewska AZS-AWFiS Gdańsk                                            | 9:52,88  | Agnieszka Chorzępa KS AZS-AWF Warszawa                                                   | 10:01,00 | Emilia Mikszuta LUKS Start Nakło                                                         | 10:08,56 |
| Bieg na 100 m przez płotki    | Weronika Nagięć KS AZS AWF Kraków                                            | 13,31    | Kaja Wesołowska OŚ AZS Poznań                                                            | 13,50    | Weronika Barcz AZS Łódź                                                                  | 13,64    |
| Bieg na 400 m przez płotki    | Aleksandra Wołczak AZS-AWF Gorzów                                            | 59,94    | Paulina Kosikowska 'AZS-AWF Gorzów                                                       | 60,34    | Wiktoria Oko KS Wisła Puławy                                                             | 60,37    |
| Sztafeta 4 × 100 m            | OŚ AZS Poznań Roksana Jędraszak Marta Zimna Maja Pawłowska Julia Dziamska    | 46,93    | KS AZS AWF Warszawa Weronika Bielińska Julia Lipińska Julia Żurowska Małgorzata Jóźwicka | 48,62    | MKL Toruń Klaudia Maciaszczyk Anna Matuszewicz Anna Kłosińska Zuzanna Borzewska          | 54,51    |
| Sztafeta 4 × 400 m            | SKLA Sopot Blanka Zapora Edyta Bielska Patrycja Gajewska Aleksandra Formella | 3:45,11  | AZS-AWF Gorzów Kornelia Lesiewicz Marika Majewska Wiktoria Dams Paulina Kosikowska       | 3:47,59  | KS AZS-AWF Kraków Gabriela Wójcik Karolina Gajewska Wanessa Krzyżewska Aleksandra Wsołek | 3:51,31  |
| Skok wzwyż                    | Wiktoria Miąso CWKS Resovia Rzeszów                                          | 1,82     | Alicja Wysocka CWKS Resovia Rzeszów                                                      | 1,74     | Aleksandra Jankowska AZS UMCS Lublin                                                     | 1,71     |
| Skok o tyczce                 | Anna Łyko KS AZS AWF Wrocław                                                 | 4,10     | Maja Chamot KS Sprint Bielsko-Biała                                                      | 4,00     | Valentyna Iakovenko CWZS Zawisza Bydgoszcz SL                                            | 3,80     |
| Skok w dal                    | Nikola Horowska ALKS AJP Gorzów Wielkopolski                                 | 6,68     | Anna Matuszewicz MKL Toruń                                                               | 6,30     | Roksana Jędraszak OŚ AZS Poznań                                                          | 6,27     |
| Trójskok                      | Joanna Mosiek MUKS Kadet Rawicz                                              | 12,92    | Amelia Kubala SKLA Sopot                                                                 | 12,63    | Anna Kłosińska MKL Toruń                                                                 | 12,48    |
| Pchnięcie kulą                | Martyna Karwowska KS Podlasie Białystok                                      | 14,35    | Weronika Muszyńska AZS UMCS Lublin                                                       | 14,09    | Alicja Gajewska AZS-AWFiS Gdańsk                                                         | 13,43    |
| Rzut dyskiem                  | Weronika Muszyńska AZS UMCS Lublin                                           | 54,61    | Martyna Dobrowolska AZS-AWFiS Gdańsk                                                     | 48,75    | Alicja Gajewska AZS-AWFiS Gdańsk                                                         | 46,81    |
| Rzut młotem                   | Karolina Bomba OKS Skra Warszawa                                             | 63,41    | Aleksandra Nowaczewska LUKS Start Nakło                                                  | 62,40    | Wiktoria Wijas KKL Kielce                                                                | 56,61    |
| Rzut oszczepem                | Gabriela Andrukonis KS Podlasie Białystok                                    | 55,82    | Małgorzata Maślak ULKS Tychowo                                                           | 53,91    | Natalia Mądrzejewska AZS-AWFiS Gdańsk                                                    | 49,75    |

## Bieg na 10 000 m
Młodzieżowe mistrzostwa w biegu na 10 000 metrów odbyły się 22 kwietnia w Olkuszu. Nie rozgrywano odrębnych zawodów, tylko wyniki z mistrzostw Polski seniorów stały się podstawą do przyznania medali młodzieżowych mistrzostw Polski.
| Konkurencja: | 1. miejsce                        | Rezultat | 2. miejsce                                  | Rezultat | 3. miejsce                             | Rezultat |
| Mężczyźni    | Mateusz Gos RLTL Optima Radom     | 29:17,80 | Adam Kołodziej MUKS Wisła Junior Sandomierz | 30:25,53 | Wiktor Antosz Kraków Athletics Team    | 30:53,62 |
| Kobiety      | Julia Koralewska AZS-AWFiS Gdańsk | 33:48,95 | Olimpia Breza KUKS Remus Kościerzyna        | 34:32,45 | Agnieszka Chorzępa KS AZS AWF Warszawa | 34:55,00 |

## Bieg na 5000 m
Młodzieżowe mistrzostwa w biegu na 5000 metrów odbyły się 27 maja w Piasecznie. Zawody rozgrywano łącznie z biegiem w kategorii U20.
| Konkurencja: | 1. miejsce                           | Rezultat | 2. miejsce                                      | Rezultat | 3. miejsce                               | Rezultat |
| Mężczyźni    | Mateusz Gos RLTL Optima Radom        | 14:05,17 | Konrad Pogorzelski Adam Draczyński Running Team | 14:20,11 | Michał Zieleń CWKS Resovia Rzeszów       | 14:25,97 |
| Kobiety      | Olimpia Breza KUKS Remus Kościerzyna | 16:24,37 | Agnieszka Chorzępa KS AZS AWF Warszawa          | 16:27,80 | Małgorzata Karpiuk KS Podlasie Białystok | 16:31,30 |

## Wieloboje
Młodzieżowe mistrzostwa w wielobojach lekkoatletycznych zostały rozegrane w ramach mistrzostw Polski w tych konkurencjach, które odbyły się w dniach 16-18 czerwca w Warszawie. Nie były rozgrywane odrębne zawody, tylko wyniki z mistrzostw Polski seniorów stały się podstawą do przyznania medali młodzieżowych mistrzostw Polski.
| Konkurencja:           | 1. miejsce                              | Rezultat | 2. miejsce                              | Rezultat | 3. miejsce                        | Rezultat |
| Dziesięciobój mężczyzn | Mateusz Murias KS Warszawianka Warszawa | 6380 pkt | Olivier Tarasiewicz KS AZS AWF Warszawa | 6261 pkt | Kasjan Miśków MKS Osa Zgorzelec   | 6088 pkt |
| Siedmiobój kobiet      | Edyta Bielska SKLA Sopot                | 6062 pkt | Julia Słocka KS AZS-AWF Warszawa        | 5884 pkt | Kornelia Sura KS AZS-AWF Warszawa | 5219 pkt |

## Chód na 20 km
Mistrzostwa w chodzie na 20 kilometrów kobiet i mężczyzn odbyły się 9 września w Gdańsku.
| Konkurencja: | 1. miejsce                    | Rezultat | 2. miejsce                               | Rezultat | 3. miejsce                         | Rezultat |
| Mężczyźni    | Kamil Piecuch LKS Stal Mielec | 1:39:13  | Oskar Frej CWKS Resovia Rzeszów          | 1:40:36  | Oskar Wróbel UMLKS START Wieruszów | 1:41:54  |
| Kobiety      | Anna Zdziebło LKS Stal Mielec | 1:48:09  | Kinga Waleriańczyk KMKL Sztorm Kołobrzeg | 1:48:43  | Amelia Błażejewska OŚ AZS Poznań   | 1:54:41  |

## Biegi przełajowe
Młodzieżowe mistrzostwa w biegach przełajowych kobiet i mężczyzn zostały rozegrane 25 listopada w Zielonej Górze/Drzonkowie, razem z mistrzostwami w kategorii seniorów i juniorów. Nie rozgrywano osobnych biegów dla zawodników poniżej 23 roku życia, tylko startowali oni razem z seniorami.

### Mężczyźni
| Konkurencja:           | 1. miejsce                          | Rezultat | 2. miejsce                                    | Rezultat | 3. miejsce                             | Rezultat |
| Bieg przełajowy (4 km) | Robert Kulik KS AZS AWF Wrocław     | 12:37    | Filip Rak AZS KU Politechniki Opolskiej Opole | 12:38    | Jakub Tuleja CWZS Zawisza Bydgoszcz SL | 12:54    |
| Bieg przełajowy (7 km) | Wiktor Antosz Kraków Athletics Team | 21:34    | Mateusz Gos RLTL Optima Radom                 | 21:49    | Adam Ochnik KS Polonia Pasłęk          | 22:02    |

### Kobiety
| Konkurencja:           | 1. miejsce                           | Rezultat | 2. miejsce                               | Rezultat | 3. miejsce                       | Rezultat |
| Bieg przełajowy (4 km) | Monika Kuźniar CWKS Resovia Rzeszów  | 14:46    | Oliwia Paradowska SRS Kondycja Piaseczno | 14:59    | Weronika Mikołajewska GKS Żukowo | 15:02    |
| Bieg przełajowy (7 km) | Olimpia Breza KUKS Remus Kościerzyna | 24:30    | Julia Koralewska AZS-AWFiS Gdańsk        | 24:52    | Beata Niemyjska LKS Zantyr Sztum | 25:23    |